# Životy? Nebo bludné kruhy?
Životy? Nebo bludné kruhy? je poslední studiové album české hudební skupiny DG 307. Vyšlo v dubnu roku 2013, kdy jej uvedla společnost Guerilla Records. Nahráno bylo ve studiu Faust v Praze v lednu 2013. Jde o první album kapely po jedenácti letech – své předchozí studiové album s názvem Šepoty a výkřiky kapela vydala roku 2002 (mezi tím však vyšla řada archivních koncertních nahrávek a též dvě sólová alba Pavla Zajíčka). Zároveň jde o poslední album před ukončením činnosti DG 307. Výrazným prvkem hudby na albu jsou smyčcové a basové nástroje.

## Seznam skladeb
Autorem textů je Pavel Zajíček, hudbu složil Tomáš Vtípil.
| Pořadí | Název                          | Délka |
| ------ | ------------------------------ | ----- |
| 1.     | Noc, to je něha                | 14:28 |
| 2.     | Ty tváre mlčej                 | 9:13  |
| 3.     | Čekal jsem, že prijdeš         | 7:12  |
| 4.     | Podobenstí, v nichž se ocitáme | 8:55  |
| 5.     | Nebuď opatrnej                 | 8:14  |

## Obsazení
- Pavel Zajíček – hlas, hluky
- Tomáš Vtípil – housle, sampler
- Ivan Bierhanzl – kontrabas
- Tomáš Schilla – violoncello, hlas
- Michal Koval – baskytara
- Petr Fučík – bicí